# Савјет Републике (Бјелорусија)
Савјет Републике (блр. Савет Рэспублікі) је горњи дом Народне скупштине Републике Бјелорусије — народног представништва и законодавног органа у Бјелорусији.
Савјет Републике је дом територијалног представништва. Свака област и град Минск на засједањима мјесних савјета депутата бирају по осам чланова Савјета Републике. На сваких осам чланова предсједник Републике Бјелорусије именује исти толики број.

## Чланови
Чланови Савјета Републике могу бити грађани Републике Бјелорусије који су достигли 30 година старости и који имају пребивалиште најмање пет година на територији одговарајуће области или града Минска одакле се бирају.
Једно исто лице не може бити истовремено члан обадва дома Народне скупштине. Члан Савјета Републике не може бити истовремено и члан Владе нити судија. Мандат члановима Савјета Републике траје четири године и може бити продужен само у случају рата.
Овлашћења Савјета Републике могу бити ограничена уколико Уставни суд Републике Бјелорусије утврди да је Савјет Републике грубо нарушио Устав Републике Бјелорусије. Савјет Републике не може бити распуштен за вријеме ванредног или војног стања, нити у последњих шест мјесеци мандата предсједника, или за вријеме разматрања питања опозива предсједника.
Савјет Републике бира из свог састава предсједника Савјета Републике и његове замјенике. Бира и сталне комисије и друге органе који претресају законе и питања која су у надлежности овог дома.

## Надлежности
Савјет Републике:
- одобрава или поништава уставне амандмане и законске приједлоге које је претходно усвојио Представнички дом;
- даје сагласност за именовања предсједника Уставног суда, предсједника и судије Врховног суда, Високог привредног суда, предсједника Централне изборне комисије, генералног тужиоца, предсједника и чланове Управе Народне банке које предлаже предсједник Републике Бјелорусије;
- бира шест судија Уставног суда;
- бира шест чланова Централне изборне комисије;
- поништава одлуке мјесних савјета депутата које су незаконите;
- доноси одлуке о распуштању мјесних савјета депутата у случају да исти грубо прекрше Устав;
- разматра оптужницу Представничког дома против предсједника Републике Бјелорусије уколико је он починио државну издају или теше кривично дјело. Одлуке о разрјешењу предсједника Републике Бјелорусије доноси двотрећинском већином;
- разматра указе предсједника Републике Бјелорусије о увођењу ванредног или ратног стања и о објављивању мобилизације.

Савјет Републике доноси и друге одлуке предвиђене Уставом.

## Засједања
Засједања Савјета Републике су јавна, али у посебним случајевима може донијети одлуку о тајном засједању већином гласова. Једно засједање у мјесецу је резервисано за интерпелације Влади. Члан Савјета Републике може се обратити са интерпелацијом премијеру, члановима Владе и руководиоцима државних органа које бира Народна скупштина. Дотични су дужни да одговоре усмено или да доставе писмени одговор на постављену интерпелацију.
Засједања се могу одржавати само ако је на њима присутно две трећине свих чланова. Одлуке Савјета Републике доносе се у форми уредбе. Све уредбе се доносе простом већином, осим ако није другачије одређено Уставом.